# Chilla Saroda Bangar
Chilla Saroda Bangar é uma vila no distrito de East, no estado indiano de Deli.

## Demografia
Segundo o censo de 2001, Chilla Saroda Bangar tinha uma população de 65 969 habitantes. Os indivíduos do sexo masculino constituem 56% da população e os do sexo feminino 44%. Chilla Saroda Bangar tem uma taxa de literacia de 70%, superior à média nacional de 59,5%; a literacia no sexo masculino é de 76% e no sexo feminino é de 62%. 16% da população está abaixo dos 6 anos de idade.